# Saga of Tanya the Evil
Saga of Tanya the Evil (幼女戦記?, Yōjo senki, lett. "Le cronache militari di una ragazzina") è una serie di light novel di genere fantasy scritta da Carlo Zen e illustrata da Shinobu Shinotsuki, edita da Enterbrain dal 31 ottobre 2013. Un adattamento manga ha iniziato la serializzazione sul Comp Ace di Kadokawa Shoten il 26 aprile 2016, mentre un adattamento anime, prodotto da NUT, è stato trasmesso in Giappone tra il 6 gennaio e il 31 marzo 2017.

## Ambientazione
L'ambientazione di Saga of Tanya the Evil si focalizza in una realtà diversa dell'Europa degli anni 1920, in cui la magia esiste. L'anime inizia con un conflitto che vede inizialmente da una parte la Repubblica contro l'Impero per poi diventare a tutti gli effetti una vera e propria guerra mondiale contro la Federazione Russa, Regno Unito e Stati Confederati. Per quanto riguarda l'ambito militare, negli eserciti vengono arruolati anche i maghi, sebbene sia presente tecnologia simile a quella apparsa durante la seconda guerra mondiale.

## Trama
Per aver offeso Dio con la sua condotta immorale e la sua mancanza di fede, un ambizioso e cinico salaryman giapponese, dopo la sua morte improvvisa per mano di un impiegato che aveva fatto licenziare, viene fatto reincarnare in un mondo alternativo, simile all'Europa della Grande Guerra, dove l'impero tedesco (chiamato semplicemente "l'Impero") è impegnato in una guerra senza fine con tutti i suoi vicini, con la promessa da parte di Dio che qualora dovesse morire ancora una volta di morte violenta o risultare incapace di manifestare una fede sincera in lui, non sarebbe rinato.
Reincarnatosi come Tanya Degurechaff—una giovane ma abilissima maga a capo della 203ª divisione magica—si mette ben presto in luce all'interno del conflitto, ma incapace di liberarsi della propria cinica e smodata ambizione finisce per assumere gli stessi atteggiamenti che lo avevano condannato nella sua precedente vita: il suo piano, infatti, è quello di scalare rapidamente la gerarchia militare, in modo da allontanarsi quanto prima dalla linea del fronte e quindi dal rischio di morire prematuramente, nella speranza così di vincere la sfida di Dio e ottenere la redenzione.

## Personaggi

La protagonista Tanya

Tanya von Degurechaff (ターニャ・フォン・デグレチャフ?, Tānya fon Degurechafu)
Doppiata da: Hiromi Igarashi (drama-CD), Aoi Yūki (anime), Kosuke Toriumi (anime, reincarnazione)
Comandante del 203º battaglione magico dell'esercito imperiale con il grado di maggiore, è la protagonista della storia. Pur essendo molto giovane, è dotata di un talento quasi inarrivabile per gli altri maghi, tanto da essere capace di generare incantesimi in grado di spazzare via intere divisioni nemiche; tuttavia compensa questa sua eccezionale bravura con un atteggiamento ai limiti del sadismo. Cinica e spietata, non riconosce altro dio all'infuori della catena di comando, che aspira a scalare il più rapidamente possibile, e in nome della propria ambizione è pronta a sacrificare qualunque cosa, compresi i suoi stessi compagni, tanto da essersi guadagnata il soprannome di "diavolo del Reno".
Viktoriya Ivanovna Serebryakov (ヴィクトーリヤ・イヴァーノヴナ・セレブリャコーフ?, Vīkutōriya Ivuānovuna Sereburyakōfu) / Visha (ヴィーシャ?, Vīsha)
Doppiata da: Hisako Kanemoto (drama-CD), Saori Hayami (anime)
Un membro del 203ª, non particolarmente dotata ma molto determinata a compiere il suo dovere; appartenente all'alta aristocrazia russa, è stata costretta a lasciare il proprio Paese con tutta la sua famiglia dopo la rivoluzione bolscevica e a cercare rifugio in Germania, dove è stata arruolata nell'esercito in virtù dell'obbligo per tutti i maghi dell'impero di prestare il servizio militare. Malgrado la sua grande forza di volontà la spinga a combattere anche in situazioni che sono al di là delle sue possibilità, sembra godere di un'inusuale buona considerazione da parte del suo comandante. Pur consapevole dell'inferno in cui è costretta a vivere, cerca come può di non farsi cambiare dagli orrori della guerra. Acquisisce una carica nobiliare dopo essere graduata come una dei Dodici Cavalieri.
Erich von Rerugen (エーリッヒ・フォン・レルゲン?, Ērihhi fon Rerugen)
Doppiato da: Hiroki Gotō (drama-CD), Shin'ichirō Miki (anime)
Prima Maggiore per l'Ufficio Reclutamenti, poi Tenente Colonnello per l'Ufficio Strategico dello Stato Maggiore tedesco, è un giovane ma brillante ufficiale dell'esercito imperiale. Avendo visto con i suoi occhi il vero volto di Tanya, celato dalla ragazzina dietro la maschera di soldato integerrimo e obbediente e il suo aspetto di bambina al solo scopo di trarne giovamento, tenta a più riprese di convincere i suoi superiori della sua inaffidabilità, ma le sue rimostranze rimangono quasi sempre inascoltate. A differenza dei suoi superiori e colleghi, si è accorto inoltre che Tanya nasconde una lato crudele e perverso, definendola un mostro celato nelle sembianze di una bambina.
Kurt von Rudersdorf (クルト・フォン・ルーデルドルフ?, Kuruto fon Rūderudorufu)
Doppiato da: Tesshō Genda
Vice-Comandante dello Stato Maggiore e Vice-Ministro della guerra, è un anziano ufficiale con decenni di esperienza sul campo. Attendista per natura, tende a non condividere la politica di guerra su tutti i fronti che l'Impero sta portando avanti, rivelando più volte di credere come sia nell'interesse della nazione mettere fine al conflitto il più rapidamente possibile. È un fumatore accanito.
Hans von Zettour (ハンス・フォン・ゼートゥーア?, Hansu fon Zētūa)
Doppiato da: Unshō Ishizuka (drama-CD), Hōchū Ōtsuka (anime)
Generale responsabile per l'Ufficio Logistico e membro dello Stato Maggiore, è uno dei più fidati consiglieri di von Rudersdorf. Crede molto in Tanya, di cui ammira l'affidabilità e l'esperienza, ma nel contempo ne intuisce anche la potenziale minaccia rappresentata dalla sua ambizione. Schietto e diretto per natura, appoggia apertamente la politica guerrafondaia del Paese, ritenendo che l'unica via per il benessere nazionale sia il completo annichilimento di qualunque nemico.
Salaryman (サラリーマン?, Sararīman)
Doppiato da: Kōsuke Toriumi (anime)
Un impiegato senza nome, morto nella Tokyo del 2013, che costituisce la precedente esistenza di Tanya. Incaricato di redarguire, e quando necessario licenziare i dipendenti della sua azienda, era solito svolgere il suo compito con spietata e cinica efficienza, il tutto al fine di migliorare la propria posizione lavorativa. Spinto sotto un treno da uno degli impiegati che aveva licenziato, un attimo prima della sua dipartita viene visitato da Dio, che vedendo in lui la rappresentazione stessa del male di una società contemporanea a tal punto ingorda da aver smarrito la misericordia e la fede, gli preannuncia l'uscita dal ciclo della reincarnazione e quindi la discesa all'inferno. Non contento però il salaryman, oltre a non ammettere i propri peccati, arriva ad insultare e provocare Dio, sostenendo che solo il dolore e le privazioni e la paura costante della morte potrebbero spingere qualcuno a credere in Lui; così, Dio decide di metterlo alla prova, facendolo rinascere povero e solo in un mondo dilaniato dalla guerra, con la promessa che se anche questo non basterà a far nascere in lui una fede sincera il suo destino sarà compiuto. Il salaryman, con suo stesso dispiacere, si ritrova così a rinascere nei panni di Tanya Degurechaff.

## Media

### Light novel
L'opera, scritta e ideata da Carlo Zen, ha iniziato la pubblicazione sul sito web Arcadia nel 2011. Dal 31 ottobre 2013 è stata adattata da Enterbrain in una serie di light novel con le illustrazioni di Shinobu Shinotsuki, e al 29 settembre 2023 sono stati messi in vendita in tutto quattordici volumi. In Italia è ancora inedita, mentre in America del Nord i diritti sono stati acquistati da Yen Press.
| Nº | Titolo originale                    | Data di prima pubblicazione              | Data di prima pubblicazione |
| Nº | Titolo originale                    | Giapponese                               |                             |
| 1  | Deus lo vult                        | 31 ottobre 2013 ISBN 978-4-04-729173-7   |                             |
| 2  | Plus Ultra                          | 31 maggio 2014 ISBN 978-4-04-729569-8    |                             |
| 3  | The Finest Hour                     | 29 novembre 2014 ISBN 978-4-04-730037-8  |                             |
| 4  | Dabit deus his quoque finem         | 29 giugno 2015 ISBN 978-4-04-730474-1    |                             |
| 5  | Abyssus abyssum invocat             | 30 gennaio 2016 ISBN 978-4-04-730902-9   |                             |
| 6  | Nil admirari                        | 30 luglio 2016 ISBN 978-4-04-734210-1    |                             |
| 7  | Ut sementem feceris, ita metes      | 28 dicembre 2016 ISBN 978-4-04-734407-5  |                             |
| 8  | In omnia paratus                    | 30 giugno 2017 ISBN 978-4-04-734655-0    |                             |
| 9  | Omnes una manet nox                 | 12 gennaio 2018 ISBN 978-4-04-734877-6   |                             |
| 10 | Viribus unitis                      | 29 settembre 2018 ISBN 978-4-04-735326-8 |                             |
| 11 | Alea iacta est                      | 20 febbraio 2019 ISBN 978-4-04-735496-8  |                             |
| 12 | Mundus vult decipi, ergo decipiatur | 20 febbraio 2020 ISBN 978-4-04-735734-1  |                             |
| 13 | Dum spiro,spero (inizio)            | 30 agosto 2023 ISBN 978-4-04-736819-4    |                             |
| 14 | Dum spiro,spero (continuo)          | 29 settembre 2023 ISBN 978-4-04-737595-6 |                             |

### Manga

Copertina del primo volume dell'edizione italiana, raffigurante la protagonista Tanya von Degurechaff

Un adattamento manga, disegnato da Chika Tōjō, ha iniziato la serializzazione sulla rivista Comp Ace di Kadokawa Shoten il 26 aprile 2016. Trentadue volumi tankōbon sono stati pubblicati tra il 10 dicembre 2016 e il 25 luglio 2025. In Italia e in America del Nord i diritti sono stati acquistati rispettivamente da Panini Comics e Yen Press.

#### Volumi
| 1  | 10 dicembre 2016 | ISBN 978-4-04-105125-2                                                      | 26 aprile 2018   | ISBN 978-88-912-6891-4 |
| 1  | Capitoli - 1. Il cielo a nord (北辺の空?, Hokuhen no sora) - 2. L'elinium tipo 95 (工レ二ウム九五式?, Elinium 95-shiki) - 3. La difesa di Rhine I (ラインの護りI?, Rhine no mamori) |                                                                             |                  |                        |
| 2  | 26 dicembre 2016 | ISBN 978-4-04-105126-9                                                      | 24 maggio 2018   | ISBN 978-88-912-6916-4 |
| 2  | Capitoli - 4. La difesa di Rhine II (ラインの護りII?, Rhine no mamori II) - 5. La difesa di Rhine III (ラインの護りIII?, Rhine no mamori III) - 6. L'università militare I: La commissione selezionatrice (軍大学I 大学選考軍議会?, Gundaigaku I - Daigaku senkō gungikai) |                                                                             |                  |                        |
| 3  | 26 gennaio 2017 | ISBN 978-4-04-105127-6                                                      | 28 giugno 2018   | ISBN 978-88-912-6941-6 |
| 3  | Capitoli - 7. L'università militare II: La teoria della guerra totale (軍大学II 総力戦理論?, Gundaigaku II - Sōryokusen riron) - 8. L'università militare III: L'idea del battaglione di maghi di risposta rapida (軍大学III 即応魔導大隊構想?, Gundaigaku III - Sokuō madō daitai kōsō) - 9. Il rapporto Andrew: Il mistero dell'"Undicesima Dea" e di "V600" (アンドリューレポート：「十一番目の女神」と「V600」についての謎?, Andrew Report: "11-banme no megami" to "V600" nitsuite no nazo) |                                                                             |                  |                        |
| 4  | 10 aprile 2017 | ISBN 978-4-04-105533-5                                                      | 26 luglio 2018   | ISBN 978-88-912-6963-8 |
| 4  | Capitoli - 10. Il primo battaglione I (始まりの大隊I?, Hajimari no daitai I) - 11. Il primo battaglione II (始まりの大隊II?, Hajimari no daitai II) |                                                                             |                  |                        |
| 5  | 10 maggio 2017 | ISBN 978-4-04-105534-2                                                      | 30 agosto 2018   | ISBN 978-88-912-6992-8 |
| 5  | Capitoli - 12. La guerra in Dacia I (ダキア戦役I?, Dacia sen'eki I) - 13. La guerra in Dacia II (ダキア戦役II?, Dacia sen'eki II) - 14. Norden I (ノルデンI?, Norden I) |                                                                             |                  |                        |
| 6  | 9 giugno 2017 | ISBN 978-4-04-105766-7                                                      | 25 ottobre 2018  | ISBN 978-88-912-8563-8 |
| 6  | Capitoli - 15. Norden II (ノルデンII?, Norden II) - 16. Norden III (ノルデンIII?, Norden III) - 17. Norden IV (ノルデンIV?, Norden IV) - 18. Norden V (ノルデンV?, Norden V) |                                                                             |                  |                        |
| 7  | 25 novembre 2017 (ed. regolare) 10 novembre 2017 (ed. speciale) | ISBN 978-4-04-105767-4 (ed. regolare) ISBN 978-4-04-105768-1 (ed. speciale) | 20 dicembre 2018 | ISBN 978-88-912-8651-2 |
| 7  | Capitoli - 19. Norden VI (ノルデンVI?, Norden VI) - 20. Norden VII (ノルデンVII?, Norden VII) - 21. Norden VIII (ノルデンVIII?, Norden VIII) |                                                                             |                  |                        |
| 8  | 26 febbraio 2018 | ISBN 978-4-04-106544-0                                                      | 28 febbraio 2019 | ISBN 978-88-912-8720-5 |
| 8  | Capitoli - 22. Norden IX (ノルデンIX?, Norden IX) - 23. Il demone del mare aperto di Norden I (ノルデン海岸の悪魔I?, Norden kaigan no akuma I) - 24. Il demone del mare aperto di Norden II (ノルデン海岸の悪魔II?, Norden kaigan no akuma II) |                                                                             |                  |                        |
| 9  | 26 aprile 2018 | ISBN 978-4-04-106943-1                                                      | 2 maggio 2019    | ISBN 978-88-912-8797-7 |
| 9  | Capitoli - 25. Il demone del mare aperto di Norden III (ノルデン海岸の悪魔III?, Norden kaigan no akuma III) - 26. Il demone del mare aperto di Norden IV (ノルデン海岸の悪魔IV?, Norden kaigan no akuma IV) |                                                                             |                  |                        |
| 10 | 25 settembre 2018 | ISBN 978-4-04-106944-8 (ed. regolare) ISBN 978-4-04-106941-7 (ed. speciale) | 6 giugno 2019    | ISBN 978-88-912-8837-0 |
| 10 | Capitoli - 27. Il demone del mare aperto di Norden V (ノルデン海岸の悪魔V?, Norden kaigan no akuma V) - 28. Il demone del mare aperto di Norden VI (ノルデン海岸の悪魔VI?, Norden kaigan no akuma VI) |                                                                             |                  |                        |
| 11 | 24 novembre 2018 | ISBN 978-4-04-106945-5                                                      | 8 agosto 2019    | ISBN 978-88-912-8939-1 |
| 11 | Capitoli - 29. Il demone di Rhine I (悪魔のラインI?, Akuma no Rhine I) - 30. Il demone di Rhine II (悪魔のラインII?, Akuma no Rhine II) |                                                                             |                  |                        |
| 12 | 25 gennaio 2019 | ISBN 978-4-04-106946-2                                                      | 10 ottobre 2019  | ISBN 978-88-912-9045-8 |
| 12 | Capitoli - 31. Il demone di Rhine III ( 悪魔のラインIII?, Akuma no Rhine III) - 32. Il demone di Rhine IV ( 悪魔のラインIV?, Akuma no Rhine IV) - 33. Il demone di Rhine V ( 悪魔のラインV?, Akuma no Rhine V) |                                                                             |                  |                        |
| 13 | 25 aprile 2019 | ISBN 978-4-04-108117-4                                                      | 12 dicembre 2019 | ISBN 978-88-912-9172-1 |
| 13 | Capitoli - 34. Il demone di Rhine VI (悪魔のラインVI?, Akuma no Rhine VI) - 35. La prova del fuoco I (火の試練 I?, Hi no shiren I) - 36. La prova del fuoco II (火の試練 II?, Hi no shiren II) - 37. La prova del fuoco III (火の試練 III?, Hi no shiren III) |                                                                             |                  |                        |
| 14 | 24 maggio 2019 | ISBN 978-4-04-108118-1                                                      | 20 febbraio 2020 | ISBN 978-88-912-9282-7 |
| 14 | Capitoli - 38. La prova del fuoco IV (火の試練 IV?, Hi no shiren IV) - 39. La prova del fuoco V (火の試練 V?, Hi no shiren V) - 40 Il rapporto Andrew: il massacro di Arene (アンドリューレポート：アレーネ虐殺 ?, Andrew Report: Arēne gyakusatsu) |                                                                             |                  |                        |
| 15 | 25 luglio 2019 | ISBN 978-4-04-108119-8                                                      | 18 giugno 2020   | ISBN 978-88-912-9411-1 |
| 15 | Capitoli - 41. I preparativi per l'avanzata I (事前準備 I?, Jizen junbi I) - 42. I preparativi per l'avanzata II (事前準備II?, Jizen junbi II) - 43. I preparativi per l'avanzata III (事前準備III?, Jizen junbi III) |                                                                             |                  |                        |
| 16 | 25 ottobre 2019 | ISBN 978-4-04-108120-4                                                      | 27 agosto 2020   | ISBN 978-88-912-9489-0 |
| 16 | Capitoli - 44. Apriti sesamo I (開けゴマ I?, Hirakegoma I) - 45. Apriti sesamo II (開けゴマ II?, Hirakegoma II) - 46. Apriti sesamo III (開けゴマ III?, Hirakegoma III) |                                                                             |                  |                        |
| 17 | 23 gennaio 2020 | ISBN 978-4-04-109035-0                                                      | 11 febbraio 2021 | ISBN 978-88-912-9779-2 |
| 17 | Capitoli - 47. Le registrazioni dell'ufficio dedicato alle storie di guerra dell'esercito del Regno unito (英国陸軍戦争局アーカイブの記録?, Igirisu rikugun sensō-kyoku ākaibu no kiroku) - 48. Apriti sesamo IV (開けゴマ IV?, Hirakegoma IV) - 49. Apriti sesamo V (開けゴマ V?, Hirakegoma V) - 50. L'intervento troppo in ritardo I (遅すぎた介入I?, Oso sugita kainyū I) |                                                                             |                  |                        |
| 18 | 25 aprile 2020 | ISBN 978-4-04-109330-6                                                      | 24 giugno 2021   | ISBN 978-88-912-9911-6 |
| 18 | Capitoli - 51. L'intervento troppo in ritardo II (遅すぎた介入II?, Oso sugita kainyū II) - 52. L'intervento troppo in ritardo III (遅すぎた介入III?, Oso sugita kainyū III) |                                                                             |                  |                        |
| 19 | 21 luglio 2020 | ISBN 978-4-04-109331-3                                                      | 18 novembre 2021 | ISBN 978-88-287-6185-3 |
| 19 | Capitoli - 53. L'intervento troppo in ritardo IV (遅すぎた介入IV?, Oso sugita kainyū IV) - 54. L'intervento troppo in ritardo V (遅すぎた介入V?, Oso sugita kainyū V) - 55. L'inizio dell'operazione Arca I (箱舟作戦発動I?, Hakofune sakusen hatsudō I) - 56. L'inizio dell'operazione Arca II (箱舟作戦発動II?, Hakofune sakusen hatsudō II) |                                                                             |                  |                        |
| 20 | 26 dicembre 2020 | ISBN 978-4-04-109991-9 (ed. regolare) ISBN 978-4-04-109991-9 (ed. speciale) | 25 novembre 2021 | ISBN 978-88-287-6397-0 |
| 20 | Capitoli - 57. L'arca della vittoira I (勝利の使い方I?, Shōri no tsukaikata I) - 58. L'arca della vittoira II (勝利の使い方II?, Shōri no tsukaikata II) - 59. L'arca della vittoira III (勝利の使い方III?, Shōri no tsukaikata III) - 60. L'arca della vittoira IV (勝利の使い方IV?, Shōri no tsukaikata IV) |                                                                             |                  |                        |
| 21 | 26 maggio 2021 | ISBN 978-4-04-111352-3                                                      | 17 febbraio 2022 | ISBN 978-88-287-6543-1 |
| 21 | Capitoli - 61. La guerra meridionale I (南方戦役I?, Nanpō sen'eki I) - 62. La guerra meridionale II (南方戦役II?, Nanpō sen'eki II) |                                                                             |                  |                        |
| 22 | 25 giugno 2021 | ISBN 978-4-04-111449-0                                                      | 2 giugno 2022    | ISBN 978-88-287-6695-7 |
| 22 | Capitoli - 63. La guerra meridionale III (南方戦役III?, Nanpō sen'eki III) - 64. La guerra meridionale IV (南方戦役IV?, Nanpō sen'eki IV) - 65. La guerra meridionale V (南方戦役V?, Nanpō sen'eki V) - 66. La guerra meridionale VI (南方戦役VI?, Nanpō sen'eki VI) |                                                                             |                  |                        |
| 23 | 26 ottobre 2021 | ISBN 978-4-04-112103-0                                                      | 8 settembre 2022 | ISBN 978-88-287-1854-3 |
| 23 | Capitoli - 67. La guerra meridionale VII (南方戦役V?, Nanpō sen'eki VII) - 68. La guerra meridionale VIII (南方戦役VI?, Nanpō sen'eki VIII) - 69. La guerra meridionale IX (南方戦役V?, Nanpō sen'eki IX) - 70. La guerra meridionale X (南方戦役VI?, Nanpō sen'eki X) |                                                                             |                  |                        |
| 24 | 26 marzo 2022 | ISBN 978-4-04-112377-5                                                      | 17 novembre 2022 | ISBN 978-88-287-2486-5 |
| 24 | Capitoli - 71. (灼熱の秋Ⅰ?, Shakunetsu no aki Ⅰ) - 72. (灼熱の秋Ⅱ?, Shakunetsu no aki Ⅱ) - 73. (灼熱の秋Ⅲ?, Shakunetsu no aki Ⅲ) - 74. (灼熱の秋Ⅳ?, Shakunetsu no aki Ⅳ) |                                                                             |                  |                        |
| 25 | 26 luglio 2022 | ISBN 978-4-04-112702-5                                                      | 18 maggio 2023   | ISBN 978-88-287-4230-2 |
| 25 | Capitoli - 75. (長距離偵察任務Ⅰ?, Chōkyori teisatsu ninmu Ⅰ) - 76. (長距離偵察任務Ⅱ?, Chōkyori teisatsu ninmu Ⅱ) - 77. (長距離偵察任務Ⅲ?, Chōkyori teisatsu ninmu Ⅲ) - 78. (長距離偵察任務Ⅳ?, Chōkyori teisatsu ninmu Ⅳ) - 79. (長距離偵察任務Ⅴ?, Chōkyori teisatsu ninmu Ⅴ) - 80. (長距離偵察任務Ⅵ?, Chōkyori teisatsu ninmu Ⅵ) |                                                                             |                  |                        |
| 26 | 25 novembre 2022 | ISBN 978-4-04-112703-2                                                      | 31 agosto 2023   | ISBN 978-88-287-4492-4 |
| 26 | Capitoli - 81. (長距離偵察任務Ⅶ?, Chōkyori teisatsu ninmu VII) - 82. (使途の目覚めⅠ?, Shito no mezame I) - 83. (使途の目覚めⅡ?, Shito no mezame II) |                                                                             |                  |                        |
| 27 | 25 marzo 2023 | ISBN 978-4-04-112704-9                                                      | 21 dicembre 2023 | ISBN 978-88-287-7208-8 |
| 27 | Capitoli - 84. (親善訪問Ⅰ?, Shinzen hōmon I) - 85. (親善訪問Ⅱ?, Shinzen hōmon II) - 86. (親善訪問Ⅲ?, Shinzen hōmon III) |                                                                             |                  |                        |
| 28 | 25 agosto 2023 | ISBN 978-4-04-113894-6                                                      | 18 aprile 2024   | ISBN 978-88-287-8391-6 |
| 28 | Capitoli - 87. (親善訪問Ⅳ?, Shinzen hōmon Ⅳ) - 88. (完璧な勝利Ⅰ?, Kanpekina shōri Ⅰ) - 89. (完璧な勝利Ⅱ?, Kanpekina shōri Ⅱ) - 90. (完璧な勝利Ⅲ?, Kanpekina shōri Ⅲ) |                                                                             |                  |                        |
| 29 | 26 gennaio 2024 | ISBN 978-4-04-113895-3                                                      | 29 agosto 2024   | ISBN 978-88-287-9446-2 |
| 29 | Capitoli - 91. (完璧な勝利Ⅳ?, Kanpekina shōri Ⅳ) - 92. (完璧な勝利Ⅴ?, Kanpekina shōri Ⅴ) - 93. (完璧な勝利Ⅵ?, Kanpekina shōri Ⅵ) |                                                                             |                  |                        |
| 30 | 25 luglio 2024 | ISBN 978-4-04-113896-0                                                      | 19 dicembre 2024 | ISBN 979-12-21903-84-3 |
| 30 | Capitoli - 94. (完璧な勝利VII?, Kanpekina shōri VII) - 95. (完璧な勝利VIII?, Kanpekina shōri VIII) - 96. (完璧な勝利IX?, Kanpekina shōri IX) - 97. (完璧な勝利X?, Kanpekina shōri X) - 98. (再編I?, Saihen I) |                                                                             |                  |                        |
| 31 | 26 dicembre 2024 | ISBN 978-4-04-115840-1                                                      | 24 luglio 2025   | ISBN 979-12-21918-57-1 |
| 31 | Capitoli - 99. (再編II?, Saihen II) - 100. (再編III?, Saihen III) - 101. (再編IV?, Saihen IV) - 102. (再編V?, Saihen V) - 103. (再編VI?, Saihen VI) |                                                                             |                  |                        |
| 32 | 25 luglio 2025 | ISBN 978-4-04-116221-7                                                      | —                | —                      |
| 32 | Capitoli - 104. (再編Ⅶ?, Saihen VII) - 105. (再編Ⅷ?, Saihen VIII) - 106. (ドードーバード航空戦Ⅰ?, Dōdō Bādo kōkū-sen Ⅰ) - 107. (ドードーバード航空戦Ⅱ?, Dōdō Bādo kōkū-sen ⅠⅠ) - 108. (ドードーバード航空戦Ⅲ?, Dōdō Bādo kōkū-sen ⅠⅠⅠ) |                                                                             |                  |                        |

#### Capitoli non ancora in formatotankōbon
Questa lista è suscettibile di variazioni e potrebbe essere incompleta o non aggiornata.

### Anime
Annunciato il 30 gennaio 2016 sul quinto volume delle light novel, un adattamento anime, prodotto da NUT e diretto da Yutaka Uemura, è andato in onda dal 6 gennaio al 31 marzo 2017. Le sigle di apertura e chiusura sono rispettivamente Jingo Jungle dei Myth & Roid e Los! Los! Los! di Aoi Yūki. In tutto il mondo, ad eccezione dell'Asia, gli episodi sono stati trasmessi in streaming in simulcast, anche coi sottotitoli in lingua italiana, da Crunchyroll.
Un episodio ONA è stato pubblicato il 19 giugno 2021 e sempre in tale data è stata annunciata la seconda stagione della serie regolare.

#### Episodi
| Nº  | Titolo italiano Giapponese 「Kanji」 - Rōmaji | In onda          | In onda |
| Nº  | Titolo italiano Giapponese 「Kanji」 - Rōmaji | Giapponese       |         |
| 1   | Il diavolo del Reno 「ラインの悪魔」 - Rain no akuma | 6 gennaio 2017   |         |
| 1   | Europa, 1924. In una realtà alternativa in cui scienza e magia coesistono, e in cui i maghi che operano nell'esercito vengono forniti di apparecchi volanti per fungere da truppe aeree, l'Impero Tedesco è impegnato da anni in una logorante guerra con tutti i suoi vicini: a nord, con l'Alleanza (una sorta di redivivo Regno di Svezia e Norvegia), a est, con il Principato di Dacia, e a ovest con la Repubblica francese. Lungo il fronte del Reno opera la 205ª Compagnia Magica al comando del Sottotenente Tanya Degurechaff, a prima vista una bambina di appena dieci anni, in realtà una maga eccezionale ed un soldato integerrimo, che comanda i suoi uomini con spietata freddezza esigendo da loro obbedienza assoluta. Proprio per questo motivo, quando due dei suoi uomini, i soldati Kurst e Harald, disobbediscono ai suoi ordini per eliminare l'artiglieria francese che sta decimando i loro compagni, vengono puniti con la degradazione e il confino in una casamatta nella retrovie, una punizione a prima vista assai blanda vista la ben nota indole di Tanya, soprattutto agli occhi della sua seconda, Visha. Il giorno appresso, Tanya e i suoi uomini sono incaricati di correre in aiuto della 403ª Compagnia, rimasta isolata sotto il tiro dei maghi nemici, capitanati dal Tenente Hosman. All'arrivo del 205°, Hosman e i suoi uomini fanno del loro meglio per tenere a bada i nuovi arrivati, salvo venire spazzati letteralmente via da Tanya con un solo, devastante attacco, a riprova delle sue abilità che sembrano trascendere quelle di un comune mago (e che le hanno valso il soprannome di "Demonio del Reno"). Quella sera stessa, però, giunge a Visha la notizia della morte di Kurst e Harald, la cui casamatta è stata centrata dall'artiglieria francese; tuttavia, quando la ragazza comunica la notizia al suo superiore, Tanya rivela indirettamente di aver progettato tutto fin dall'inizio, per far capire una volta per tutte ai suoi uomini quale sia il destino riservato a chi contesta i suoi ordini. Nel mentre, a Berlino, gli alti comandi tedeschi discutono dello stato del conflitto, e nell'apprendere come Tanya e la sua squadra siano stati destinati al fronte del Reno, l'ufficiale di Stato Maggiore von Rerugen esprime al suo superiore von Rudersdorf tutta la sua scarsa simpatia nel confronti del sottotenente Degurechaff, descrivendola come "un demonio con le sembianze di una bambina". |                  |         |
| 2   | Prologo 「プロローグ」 - Purorōgu | 13 gennaio 2017  |         |
| 2   | Nella Tokyo del 2013, un cinico ed arrivista impiegato licenzia in tronco un collega inadempiente, con il risultato di vedersi buttato sotto il treno da quello stesso impiegato durante il rientro a casa. Un attimo prima della sua morte, però, il tempo si ferma, e l'uomo sente una voce ultraterrena che afferma di essere Dio, ma che lui rifiuta di riconoscere come tale, ribattezzandolo invece "Entità-X". L'Entità-X in un primo momento preannuncia all'impiegato l'uscita dal ciclo della reincarnazione per punire il suo ateismo e i suoi numerosi peccati, ma di fronte alle obiezioni dell'uomo (che finisce in pratica per condannarsi da solo) decide alla fine di farlo rinascere in una condizione tanto disperata da costringerlo a diventare credente, facendogli inoltre capire che questa sarà la sua ultima possibilità per redimersi. L'impiegato rinasce quindi come Tanya Degurechaff, una bambina povera e sola costretta a vivere fin dalla nascita in un orfanotrofio in rovina, con ancora tutti i ricordi della sua vita passata. Un giorno, all'età di sei anni, Tanya scopre il proprio enorme potere magico latente durante un controllo medico, e dal momento che comunque vada la sua natura di maga la costringerà un giorno a servire nell'esercito decide di offrirsi volontaria per la scuola ufficiali, in modo da raggiungere quanto prima un grado abbastanza elevato da allontanarla per sempre dalla prima linea (avendole l'Entità-X predetto che qualora dovesse nuovamente perire di morte violenta, la sua anima sarebbe comunque stata condannata). A soli sette anni, Tanya è già diventata Sergente Istruttore, impartendo ai suoi sottoposti un'educazione spartana e brutale, soprattutto agli occhi di von Rerugen (all'epoca responsabile dell'Ufficio Reclutamento), che per primo intravede la sua vera natura, rimanendone terrorizzato. Alla fine, come prova pratica che conclude il periodo di studi, Tanya viene incaricata di fungere da ricognitore per l'artiglieria sul fronte settentrionale, nel corso di una scaramuccia tra l'Impero e l'Alleanza. In un primo momento sembra una cosa da niente, ma all'improvviso la ragazzina si trova a dover fare i conti con un'unità di maghi al comando del Colonnello Anson Sue; Tanya, costretta dal comando a mantenere la posizione, non ha altra scelta che combattere, riuscendo miracolosamente a salvarsi dopo aver abbattuto molti nemici, seppure al prezzo di gravi ferite. Ricoverata in ospedale, la ragazzina viene premiata con l'Ordine delle Ali d'Argento, diventando uno strumento di propaganda per la campagna di arruolamento tedesca. |                  |         |
| 3   | Il volere di Dio 「神がそれを望まれる」 - Kami ga sore o nozomareru | 20 gennaio 2017  |         |
| 3   | Alcuni giorni dopo essere stata dimessa dall'ospedale, Tanya viene selezionata per entrare a far parte di un progetto scientifico volto a testare il Type 95, un nuovo prototipo di gemma computazionale, ovvero le pietre che permettono ai maghi di amplificare e potenziare notevolmente le loro capacità sovrannaturali. Sulle prime sembra il tipo di assegnazione che Tanya ha sempre sognato, non fosse che l'incarico in questione la fa finire nelle mani dell'ideatore del Type 95, il geniale ma folle professor von Shugel; come se non bastasse, la gemma si rivela altamente instabile e pericolosa, al punto che Tanya rischia più volte di saltare in aria. Alla fine, stufa di quella che considera un'alternativa ancora peggiore dell'essere in prima linea, la ragazzina chiede e ottiene il trasferimento d'incarico. La notte prima dell'ultimo esperimento, però, l'Entità-X si palesa nuovamente, usando come intermediaria una bambola schiaccianoci; rendendosi conto di come Tanya non sia affatto cambiata, né abbia maturato alcuna fede in Lui, l'Entità-X promette di compiere un miracolo destinato a farla ricredere sul suo potere, ma di tutta risposta Tanya distrugge la bambola. La mattina dopo la ragazzina, trovando la bambola intatta e credendo sia stato tutto un sogno, compie l'ultimo volo di prova, ma come da lei previsto la gemma va drammaticamente fuori controllo; all'ultimo, però, l'Entità-X interviene, rivelandole di aver riparato e potenziato il Type 95, ma anche di avervi infuso una benedizione che obbligherà Tanya a pregarlo ogni volta che ne farà uso. Si ritorna quindi al presente, con il Comando Centrale che informa Tanya di averla selezionata per frequentare l'accademia militare; la ragazzina ha quindi finalmente la possibilità di allontanarsi nuovamente dal fronte e fa rientro a Berlino, non sospettando minimamente quello che i vertici dell'esercito (e l'Entità-X) abbiano in serbo per lei. |                  |         |
| 4   | Vita nel campus 「キャンパス・ライフ」 - Kyanpasu Raifu | 27 gennaio 2017  |         |
| 4   | Tanya si gode la vita da studentessa all'accademia, facendo del suo meglio per mettersi in luce come studentessa modello e facendo nel mentre ricorso a tutto il suo cinico doppiogiochismo per fare piazza pulita di tutti i compagni di corso virtualmente capaci di scavalcarla per la nomina a membro del corpo di studenti scelti noto come i Dodici Cavalieri. Alla fine, i suoi sforzi vengono premiati quando incontra il Generale Zettour, che la invita ad un colloquio privato nel suo ufficio. Interrogata dal Generale, Tanya rivela il proprio scetticismo circa la politica eccessivamente espansionista dell'Impero, asserendo che l'unico modo per rendere la nazione capace di contrastare l'alleanza globale destinata a generarsi contro di lei sia la creazione di un battaglione scelto di stregoni altamente mobile, capace di schierarsi in qualunque momento lungo tutte le linee del fronte qualora ve ne fosse bisogno. Zettour stila quindi un rapporto basato sul colloqui con Tanya che, per vie traverse, arriva nelle mani di von Rerugen, che pur intuendone la provenienza non può fare a meno di riconoscerne la validità. Il Generale però va anche oltre, proponendo il progetto di Tanya direttamente allo stato maggiore dell'esercito, suggerendo inoltre la stessa Tanya come comandante del nuovo battaglione, il tutto ignorando completamente i tentativi di von Rerugen di mettere tutti in guardia dalla psiche imprevedibile della ragazzina. Tanya così, che sperava di chiudere con il fronte, si ritrova quindi nuovamente invischiata in qualcosa capace di spedirla nuovamente in prima linea, per questo cerca in tutti i modi di rallentare il più possibile la formazione del battaglione; inoltre, per far fronte al numero enorme di candidature per l'arruolamento (che lei intendeva usare come ulteriore scusa), il comando le assegna Visha, nel frattempo promossa ad ufficiale, come sottoposta. |                  |         |
| 5   | Il mio primo Battaglione 「はじまりの大隊」 - Hajimari no daitai | 3 febbraio 2017  |         |
| 5   | I continui tentativi di Tanya di ritardare la nascita della sua nuova unità finisce per irritare lo Stato Maggiore, così la ragazzina è costretta a cambiare il suo approccio: dopo aver selezionato i 48 maghi più promettenti, sottopone tutti loro ad un addestramento a dir poco inumano, che fa correre loro più volte il rischio di rimanere uccisi, nella speranza che ciò finisca per farli desistere. Invece, contro ogni previsione, i suoi metodi hanno il solo risultato di rendere le reclute ancor più determinate e motivate (oltre che spaventarle a morte sul destino che le attenderebbe se dovessero deluderla), e alla fine, dopo un solo mese, il 203º Battaglione Magico è ufficialmente realtà. Il primo incarico della nuova unità consiste nel contrastare un tentativo di invasione da parte del Principato di Dacia, così Tanya e i suoi uomini si precipitano sul fronte orientale; la battaglia, però, si rivela a senso unico, dal momento che gli invasori, oltre a mancare totalmente sia di adeguata contraerea che di unità magiche, si affidano a tattiche di combattimento vecchie di decenni, diventando in pratica nulla più che bersagli mobili. Spazzata via la forza d'invasione, il 203° avanza fino alla capitale del principato, dove si trova il cuore dell'apparato bellico e industriale del nemico. Il battaglione, tuttavia, è impossibilitato ad attaccare, dal momento che le leggi internazionali di guerra vietano di bersagliare impianti industriali in cui operino dei civili, a meno che prima non venga intimato loro di abbandonare i suddetti impianti. Tanya però, sadicamente, diffonde il messaggio usando un tono di voce infantile e giocoso, facendo in modo di non essere presa sul serio; a quel punto, liberi dalle formalità, lei e i suoi uomini sono liberi di aprire il fuoco, trasformando l'intera capitale in un mare di fiamme. |                  |         |
| 6   | L'alba della follia 「狂気の幕開け」 - Kyōki no makuake | 10 febbraio 2017 |         |
| 6   | Con l'arrivo dell'inverno Dacia si arrende, e l'Impero è libero di rivolgere nuovamente le proprie attenzioni alla guerra contro l'Intesa, che per tentare di riequilibrare le forze chiede l'aiuto delle altre potenze europee. Tuttò ciò spinge Tanya a ritenere che dietro questo repentino mutamento della situazione geopolitica, che va disegnando sempre più l'imminente scoppio di un conflitto mondiale, vi sia la mano dell'Entità-X, quale ulteriore tentativo di costringerla a credere in Lui. Di lì a breve, il 203º Battaglione viene inviato nella penisola scandinava, con l'ordine di difendere un treno merci carico di equipaggiamenti per il fronte da un attacco combinato di maghi dell'Intesa e bombardieri inglesi. Entrambe le forze nemiche vengono spazzate via senza eccessiva difficoltà, con Tanya che abbatte personalmente tutti i bombardieri nemici con un singolo colpo; subito dopo però, mentre la ragazzina sta ispezionando i rottami dei velivoli in cerca di qualche sopravvissuto da interrogare, l'Entità-X si manifesta nuovamente, confermando i suoi sospetti e promettendole che d'ora in poi la situazione non farà che peggiorare, poiché ha deciso di non provare più a convertirla ma piuttosto di punirla con la morte per la sua mancanza di fede. Dopo essersi sbarazzata anche di un centro di ricognizione inglese che la teneva d'occhio Tanya e la sua squadra fanno rientro al quartier generale del fronte settentrionale, dove Tanya viene invitata da von Rudersdorf a partecipare ad una riunione dell'alto comando per discutere dello stato del conflitto contro l'Intesa. |                  |         |
| 6.5 | Bollettino di guerra 「戦況報告」 - Senkyō hōkoku | 17 febbraio 2017 |         |
| 6.5 | Episodio riassuntivo. |                  |         |
| 7   | La battaglia del fiordo 「フィヨルドの攻防」 - Fiyorudo no kōbō | 24 febbraio 2017 |         |
| 7   | Alla riunione, Tanya si mostra critica circa l'attuazione di un'imminente ulteriore offensiva nei territori dell'Intesa, sostenendo che essa sia destinata a fallire; al termine dell'incontro, però, la ragazzina ha un colloquio privato con von Rerugen e von Rudersdorf, riuscendo a intuire quello che non le era stato inizialmente detto, e cioè che l'offensiva servirà solo a distrarre il nemico in modo da permettere nel mentre il trasporto via mare di ulteriori truppe fin dietro le linee nemiche, in modo da chiudere l'esercito dell'Intesa in una morsa e annientarlo. Il luogo scelto per lo sbarco è l'Orsefjord, che con le sue possenti batterie difensive e i canali stretti rappresenta il punto meglio difeso delle coste dell'Intesa: un piano tanto ambizioso quanto rischioso, destinato a fallire qualora non venga condotto con precisione assoluta. Tanya e il suo battaglione vengono quindi inviati nel fiordo per distruggere i cannoni costieri e aprire la strada alla flotta imperiale già in dirittura d'arrivo. Come se il problema tempo non fosse già abbastanza, nel mezzo della missione Tanya si ritrova a dover fare i conti con una sua vecchia nemesi, il Colonnello Anson Sue, che poco prima di essere assegnato all'Orsefjord aveva preventivamente mandato la moglie e la figlia Mary negli Stati Uniti per metterle al riparo dai rischi del conflitto. Anche dopo che i cannoni sono stati distrutti permettendo lo sbarco dell'esercito nemico, Anson tenta in tutti i modi di difendere il proprio Paese, ma nulla può contro il potere di Tanya, che dopo averlo ferito mortalmente e gettato in mare arriva a reclamare per sé il fucile d'assalto del Colonnello, regalatogli dalla figlia prima di partire per l'America. La battaglia per l'Impero è vinta, e di lì a breve, con le sue difese decimate, l'Intesa si arrende. |                  |         |
| 8   | La prova del fuoco 「火の試練」 - Hi no shiren | 3 marzo 2017     |         |
| 8   | Sconfitta l'Intesa, l'Impero rivolge tutte le sue attenzioni sulla Repubblica, conquistando in poco tempo grosse fette di territorio nemico dopo avervi fatto confluire sul fronte del Reno buona parte delle sue truppe, incluso il 203°. Purtroppo, nel bel mezzo della campagna, giunge la notizia dello scoppio di una rivolta nella città di Aréne, da poco conquistata, e che i ribelli sono riusciti a distruggere la ferrovia, paralizzando il traffico dei rifornimenti diretti al fronte. Tanya viene quindi inviata con il suo battaglione a riconquistare la cittadina, dopo essere stata assicurata sul fatto che grazie ad alcuni cavilli burocratici (in realtà da lei stessa individuati e redatti sotto forma di tesi universitaria) le sarà possibile aggirare le limitazioni internazionali sui combattimenti in zone abitate, garantendo così la riuscita dell'operazione. Così, al suo arrivo, il 203° sconfigge in poco tempo i maghi repubblicani giunti in aiuto dei ribelli lasciando campo libero all'artiglieria, che spiana quasi completamente la città per stanare i combattenti nascosti negli edifici. I pochi maghi nemici rimasti decidono quindi di rinunciare a combattere ulteriormente, prodigandosi piuttosto a fornire copertura per consentire alla popolazione di scappare, ma il comando ordina comunque la loro eliminazione. Il sottotenente Grantz, che fino a quel momento aveva sempre cercato di mettersi in luce agli occhi di Tanya, scongiura il comandante di non obbedire, poiché eliminare i maghi nemici darà nuovamente campo libero all'artiglieria condannando a morte migliaia di civili; Tanya, tuttavia, gli rammenta che in quanto soldati il loro dovere è ubbidire agli ordini, e che eliminare i civili non è di per sé una cosa negativa, in quanto eviterà che questi si trasformino in futuro in ulteriori soldati animati da sentimenti di rivalsa. Quindi, dopo aver punito severamente il suo sottoposto per la sua insubordinazione, Tanya lo costringe a premere lui stesso il grilletto, ordine che Grantz disperato esegue. In seguito, viene rivelato che il colonnello Anson Sue è ancora vivo, e interrogato da un ufficiale inglese su come sia riuscito a sopravvivere egli rivela di aver ricevuto da Dio la missione di uccidere Tanya, rivelando di essere stato benedetto a sua volta con i poteri dell'Entità-X. |                  |         |
| 9   | Preparativi per l'avanzata 「前進準備」 - Zenshin junbi | 10 marzo 2017    |         |
| 9   | I danni alla rete ferroviaria patiti dalla rivolta di Aréne ha seriamente compromesso la capacità dell'esercito tedesco di rifornire le sue truppe, così l'Alto Comando decide di attuare un'operazione rischiosa ma potenzialmente vincente: simulare una ritirata precipitosa lungo tutta la linea del fronte e permettere alle truppe francesi di avanzare in territorio nemico, per poi organizzare un veloce contrattacco ed annientarle. Per rendere la finzione ancor più credibile, vengono addirittura diffusi falsi bollettini di guerra che ingannano gli stessi cittadini dell'Impero, convincendo l'intera Europa che l'Impero sia davvero sull'orlo del baratro. Infine, per garantire il successo dell'operazione, ai migliori elementi del 203° viene affidato l'ordine di sorvolare non visti le linee nemiche e raggiungere il centro di comando nemico, eliminando il Generale alla guida dell'armata francese, cosa che manderà l'intero esercito repubblicano in confusione. Alla richiesta di Tanya su come fare per oltrepassare il confine senza essere individuati, il professor von Shugel rivela di aver costruito le prime V1, capaci di viaggiare a velocità supersoniche e ad altezze irraggiungibili per chiunque, che fungeranno da mezzo di trasporto. Tanya è a dir poco preoccupata all'idea di doversi affidare a von Shugel, ma consapevole di come questo possa porre fine definitivamente alla guerra si risolve ad accettare l'incarico. Così, quando l'armata francese abbocca all'amo, la missione può cominciare. |                  |         |
| 10  | La via per la vittoria 「勝利への道」 - Shōri e no michi | 17 marzo 2017    |         |
| 10  | Tanya e i suoi uomini si infiltrano contemporaneamente nelle tre basi identificate come possibile centro di comando dell'esercito francese, individuando in uno di essi gli interi vertici di comando nemici ed eliminandoli. A quel punto, le truppe francesi appostate sul fronte sud vengono completamente spazzate via grazie ad una fitta selva di cunicoli sotterranei imbottiti di esplosivi che passavano sotto le trincee precedentemente abbandonate, aprendo così la strada all'avanzata dell'esercito tedesco, che piomba sulle restanti forze repubblicane a nord serrandole in una morsa e annientandole. Il 203°, rifugiatosi a bordo di un u-boat una volta conclusa l'operazione di infiltrazione dietro le linee nemiche, riceve quindi l'ordine di assestare il colpo di grazia, ma durante il volo la squadra viene raggiunta da una divisione di maghi inglesi guidati dal colonnello Sue, pronto ad affrontare nuovamente Tanya. |                  |         |
| 11  | Oppositori 「抵抗者」 - Teikō-sha | 24 marzo 2017    |         |
| 11  | Nonostante l'inferiorità numerica Tanya ordina di affrontare i nuovi arrivati, e grazie alla sua superiore esperienza il 203° riesce a tenere testa al nemico, al punto che alla fine i maghi inglesi decidono di ritirarsi. Sue però, reso folle dalla sua voglia di vendetta, decide di rimanere a combattere, affrontando Tanya in un cruento duello aereo. Quando sembra che Tanya sia riuscita ad infliggere al suo nemico un colpo mortale, però, Anson riesce ad avvinghiarla a sé, rivelando la sua intenzione di farsi saltare in aria e di uccidere entrambi. All'ultimo, fortunatamente, Tanya viene salvata da Visha, che obbliga Anson a mollare la presa segnando il suo destino, visto che una volta libera la ragazzina lo finisce con un'impressionante scarica di colpi. Anson tenta un ultimo attacco facendosi ugualmente esplodere, ma sia Tanya sia Visha riescono a sopravvivere all'esplosione; anche gli altri membri del 203° si scoprono ancora vivi, e a quel punto i maghi inglesi abbandonano il campo. A quel punto, senza più alleati, con il suo esercito praticamente annientato, e temendo che la capitale possa subire lo stesso destino di Aréne, quel poco che rimane delle forze francesi, ora guidate dal Generale De Lugo, abbandonano Parigi nelle mani dei tedeschi, che vi entrano trionfanti annettendo la Repubblica ai territori dell'Impero. Tutto sembra essere davvero finito, se non che Tanya viene presto a sapere che l'Impero non intende chiedere la resa, ma piuttosto ottenere un semplice armistizio, capendo prima di altri che consentendo alle restanti truppe francesi di abbandonare l'Europa l'Impero otterrà solo di non infliggere il colpo di grazia ad un nemico morente, ma non ancora sconfitta. Per questo, sfiorando l'insubordinazione, decide di partire personalmente per Brest per uccidere De Lugo e distruggere i pochi soldati a lui rimasti prima che possano riparare in Tunisia, ma tutto viene vanificato quando l'armistizio viene ufficialmente siglato, con l'ordine tassativo da parte dell'alto comando di cessare qualunque atto di ostilità. A quel punto, impotente, Tanya si abbandona alla rabbia e alla disperazione, capendo che così facendo la guerra è destinata a continuare. |                  |         |
| 12  | Come sfruttare una vittoria 「勝利の使い方」 - Shōri no tsukaikata | 31 marzo 2017    |         |
| 12  | Mentre l'Impero tutto celebra quella che sembra la fine della guerra, Tanya ha un confronto rispettoso ma teso con von Rerugen. Il giovane ufficiale commenta che secondo gli alti comandi la Repubblica, o quello che ne rimane, non avrà mai più la forza per rappresentare una minaccia, mentre le straordinarie vittorie conseguite dall'Impero nei confronti di tutti i suoi nemici fungeranno da deterrente nei confronti delle altre nazioni. Tanya, tuttavia, rifiuta seccamente tale ipotesi, sostenendo anzi che è solo una questione di tempo prima che i conflitti esplodano nuovamente, sia perché le altre maggiori potenze non permetteranno mai all'Impero di ergersi come più forte nazione d'Europa, sia per il semplice fatto che continuare a combattere nonostante le conseguenze e rifiutare la sconfitta sono entrambi elementi comuni della natura umana, la quale nei momenti più drammatici e difficili preferisce fare ricorso agli istinti primordiali piuttosto che alla fredda logica. E infatti, di lì a breve, Stati Uniti, Regno Unito e Federazione Russa formano un'alleanza contro il loro comune nemico, e quando da Tunisi il Generale De Lugo proclama la nascita del Libero Esercito della Repubblica, formato da truppe sia francesi che dell'Intesa, diviene chiaro a tutti gli abitanti dell'Impero che la guerra è tutt'altro che finita. Tanya e il 203° vengono quindi inviati in Nord Africa per affrontare il Libero Esercito, e nel discorso che rivolge ai suoi uomini prima della battaglia Tanya dice loro che la guerra è la dimostrazione che Dio ha fallito, e che il potere di decidere le sorti del genere umano è ora completamente nelle mani dell'Uomo, rinnovando il suo odio e il suo atto di sfida contro l'Entità-X. Nel mentre, negli Stati Uniti, Mary, la figlia di Anson, benedetta a sua volta con il potere dell'Entità-X, si unisce come volontaria al corpo di spedizione americano diretto in Europa, desiderosa di vendicare la morte del padre. |                  |         |
| ONA | Operazione Desert Pasta 「砂漠のパスタ大作戦」 - Sabaku no pasuta dai sakusen | 19 giugno 2021   |         |
| ONA | Tanya e il 203º battaglione magico dell'esercito imperiale vengono inviati a combattere la Repubblica e i suoi alleati stranieri nel deserto meridionale. Il cibo scarseggia, ma il colonnello Rerugen invia un carico di pasta secca sul campo di battaglia per le truppe. Tuttavia, date le condizioni difficili e la mancanza di acqua, la pasta non può essere cotta. A seguito di un'incursione, il 203º battaglione riesce ad acquisire una notevole quantità d'acqua ma la pasta bollita è insipida. Tanya ottiene così l'approvazione dal quartier generale per il suo battaglione per intraprendere una serie di incursioni di "ricognizione forzata" sotto il nome di "Operazione Desert Pasta" sugli avamposti della Repubblica e dei suoi alleati stranieri. Omette però il dettaglio che hanno anche in programma di raccogliere gli ingredienti per ottenere del sugo da mettere nella pasta. L'operazione ha un grande successo e il 203º battaglione gode dei benefici di mangiare la pasta con un delizioso sugo, accompagnata da vino di qualità. |                  |         |

#### Spin-off
I personaggi principali della serie sono apparsi nella serie spin-off crossover Isekai Quartet.

### Film
Un film anime basato sul franchise venne annunciato nel gennaio 2018. Fu confermato che la maggior parte dei membri dello staff della serie televisiva sarebbe tornato a ricoprire gli stessi ruoli, il film racconta gli avvenimenti successivi all'anime ed è uscito nelle sale giapponesi l'8 febbraio 2019.